# クリティクス・チョイス・ムービー・アワード 監督賞
クリティクス・チョイス・ムービー・アワード 監督賞は、クリティクス・チョイス・アソシエーションがその年の優れた映画監督に贈る映画賞である。

## 受賞とノミネートの一覧

### 1990年代
| 年   | 監督                       | 作品                             |
| ---- | -------------------------- | -------------------------------- |
| 1995 | メル・ギブソン             | 『ブレイブハート』               |
| 1996 | アンソニー・ミンゲラ       | 『イングリッシュ・ペイシェント』 |
| 1997 | ジェームズ・キャメロン     | 『タイタニック』                 |
| 1998 | スティーヴン・スピルバーグ | 『プライベート・ライアン』       |
| 1999 | サム・メンデス             | 『アメリカン・ビューティー』     |

### 2000年代
| 年   | 監督                                  | 作品                                                                |
| ---- | ------------------------------------- | ------------------------------------------------------------------- |
| 2000 | スティーヴン・ソダーバーグ            | 『エリン・ブロコビッチ』 / 『トラフィック』                         |
| 2001 | ロン・ハワード (タイ受賞)             | 『ビューティフル・マインド』                                        |
| 2001 | バズ・ラーマン (タイ受賞)             | 『ムーラン・ルージュ』                                              |
| 2001 | ピーター・ジャクソン                  | 『ロード・オブ・ザ・リング』                                        |
| 2002 | スティーヴン・スピルバーグ            | 『キャッチ・ミー・イフ・ユー・キャン』 / 『マイノリティ・リポート』 |
| 2002 | ロマン・ポランスキー                  | 『戦場のピアニスト』                                                |
| 2002 | マーティン・スコセッシ                | 『ギャング・オブ・ニューヨーク』                                    |
| 2003 | ピーター・ジャクソン                  | 『ロード・オブ・ザ・リング/王の帰還』                               |
| 2003 | ティム・バートン                      | 『ビッグ・フィッシュ』                                              |
| 2003 | ソフィア・コッポラ                    | 『ロスト・イン・トランスレーション』                                |
| 2003 | クリント・イーストウッド              | 『ミスティック・リバー』                                            |
| 2003 | ジム・シェリダン                      | 『イン・アメリカ/三つの小さな願いごと』                             |
| 2004 | マーティン・スコセッシ                | 『アビエイター』                                                    |
| 2004 | クリント・イーストウッド              | 『ミリオンダラー・ベイビー』                                        |
| 2004 | マーク・フォースター                  | 『ネバーランド』                                                    |
| 2004 | テイラー・ハックフォード              | 『Ray』                                                             |
| 2004 | アレクサンダー・ペイン                | 『サイドウェイ』                                                    |
| 2005 | アン・リー                            | 『ブロークバック・マウンテン』                                      |
| 2005 | ジョージ・クルーニー                  | 『グッドナイト&グッドラック』                                       |
| 2005 | ポール・ハギス                        | 『クラッシュ』                                                      |
| 2005 | ロン・ハワード                        | 『シンデレラマン』                                                  |
| 2005 | スティーヴン・スピルバーグ            | 『ミュンヘン』                                                      |
| 2006 | マーティン・スコセッシ                | 『ディパーテッド』                                                  |
| 2006 | ビル・コンドン                        | 『ドリームガールズ』                                                |
| 2006 | クリント・イーストウッド              | 『硫黄島からの手紙』                                                |
| 2006 | スティーヴン・フリアーズ              | 『クィーン』                                                        |
| 2006 | ポール・グリーングラス                | 『ユナイテッド93』                                                  |
| 2007 | ジョエル・コーエン&イーサン・コーエン | 『ノーカントリー』                                                  |
| 2007 | ティム・バートン                      | 『スウィーニー・トッド フリート街の悪魔の理髪師』                   |
| 2007 | ショーン・ペン                        | 『イントゥ・ザ・ワイルド』                                          |
| 2007 | ジュリアン・シュナーベル              | 『潜水服は蝶の夢を見る』                                            |
| 2007 | ジョー・ライト                        | 『つぐない』                                                        |
| 2008 | ダニー・ボイル                        | 『スラムドッグ$ミリオネア』                                         |
| 2008 | デヴィッド・フィンチャー              | 『ベンジャミン・バトン 数奇な人生』                                 |
| 2008 | ロン・ハワード                        | 『フロスト×ニクソン』                                               |
| 2008 | クリストファー・ノーラン              | 『ダークナイト』                                                    |
| 2008 | ガス・ヴァン・サント                  | 『ミルク』                                                          |
| 2009 | キャスリン・ビグロー                  | 『ハート・ロッカー』                                                |
| 2009 | ジェームズ・キャメロン                | 『アバター』                                                        |
| 2009 | リー・ダニエルズ                      | 『プレシャス』                                                      |
| 2009 | クリント・イーストウッド              | 『インビクタス/負けざる者たち』                                     |
| 2009 | ジェイソン・ライトマン                | 『マイレージ、マイライフ』                                          |
| 2009 | クエンティン・タランティーノ          | 『イングロリアス・バスターズ』                                      |

### 2010年代
| 年   | 監督                                  | 作品                                                  |
| ---- | ------------------------------------- | ----------------------------------------------------- |
| 2010 | デヴィッド・フィンチャー              | 『ソーシャル・ネットワーク』                          |
| 2010 | ダーレン・アロノフスキー              | 『ブラック・スワン』                                  |
| 2010 | ダニー・ボイル                        | 『127時間』                                           |
| 2010 | ジョエル・コーエン&イーサン・コーエン | 『トゥルー・グリット』                                |
| 2010 | トム・フーパー                        | 『英国王のスピーチ』                                  |
| 2010 | クリストファー・ノーラン              | 『インセプション』                                    |
| 2011 | ミシェル・アザナヴィシウス            | 『アーティスト』                                      |
| 2011 | スティーブン・ダルドリー              | 『ものすごくうるさくて、ありえないほど近い』          |
| 2011 | アレクサンダー・ペイン                | 『ファミリー・ツリー』                                |
| 2011 | ニコラス・ウィンディング・レフン      | 『ドライヴ』                                          |
| 2011 | マーティン・スコセッシ                | 『ヒューゴの不思議な発明』                            |
| 2011 | スティーヴン・スピルバーグ            | 『戦火の馬』                                          |
| 2012 | ベン・アフレック                      | 『アルゴ』                                            |
| 2012 | キャスリン・ビグロー                  | 『ゼロ・ダーク・サーティ』                            |
| 2012 | トム・フーパー                        | 『レ・ミゼラブル』                                    |
| 2012 | アン・リー                            | 『ライフ・オブ・パイ/トラと漂流した227日』            |
| 2012 | デヴィッド・O・ラッセル               | 『世界にひとつのプレイブック』                        |
| 2012 | スティーヴン・スピルバーグ            | 『リンカーン』                                        |
| 2013 | アルフォンソ・キュアロン              | 『ゼロ・グラビティ』                                  |
| 2013 | ポール・グリーングラス                | 『キャプテン・フィリップス』                          |
| 2013 | スパイク・ジョーンズ                  | 『her/世界でひとつの彼女』                            |
| 2013 | スティーヴ・マックイーン              | 『それでも夜は明ける』                                |
| 2013 | デヴィッド・O・ラッセル               | 『アメリカン・ハッスル』                              |
| 2013 | マーティン・スコセッシ                | 『ウルフ・オブ・ウォールストリート』                  |
| 2014 | リチャード・リンクレイター            | 『6才のボクが、大人になるまで。』                     |
| 2014 | ウェス・アンダーソン                  | 『グランド・ブダペスト・ホテル』                      |
| 2014 | エイヴァ・デュヴァーネイ              | 『グローリー/明日への行進』                           |
| 2014 | デヴィッド・フィンチャー              | 『ゴーン・ガール』                                    |
| 2014 | アレハンドロ・G・イニャリトゥ         | 『バードマン あるいは（無知がもたらす予期せぬ奇跡）』 |
| 2014 | アンジェリーナ・ジョリー              | 『不屈の男 アンブロークン』                           |
| 2015 | ジョージ・ミラー                      | 『マッドマックス 怒りのデス・ロード』                 |
| 2015 | トッド・ヘインズ                      | 『キャロル』                                          |
| 2015 | アレハンドロ・G・イニャリトゥ         | 『レヴェナント: 蘇えりし者』                          |
| 2015 | トム・マッカーシー                    | 『スポットライト 世紀のスクープ』                     |
| 2015 | リドリー・スコット                    | 『オデッセイ』                                        |
| 2015 | スティーヴン・スピルバーグ            | 『ブリッジ・オブ・スパイ』                            |
| 2016 | デイミアン・チャゼル                  | 『ラ・ラ・ランド』                                    |
| 2016 | メル・ギブソン                        | 『ハクソー・リッジ』                                  |
| 2016 | バリー・ジェンキンス                  | 『ムーンライト』                                      |
| 2016 | ケネス・ロナーガン                    | 『マンチェスター・バイ・ザ・シー』                    |
| 2016 | デヴィッド・マッケンジー              | 『最後の追跡』                                        |
| 2016 | ドゥニ・ヴィルヌーヴ                  | 『メッセージ』                                        |
| 2016 | デンゼル・ワシントン                  | 『フェンス』                                          |
| 2017 | ギレルモ・デル・トロ                  | 『シェイプ・オブ・ウォーター』                        |
| 2017 | グレタ・ガーウィグ                    | 『レディ・バード』                                    |
| 2017 | ルカ・グァダニーノ                    | 『君の名前で僕を呼んで』                              |
| 2017 | マーティン・マクドナー                | 『スリー・ビルボード』                                |
| 2017 | クリストファー・ノーラン              | 『ダンケルク』                                        |
| 2017 | ジョーダン・ピール                    | 『ゲット・アウト』                                    |
| 2017 | スティーヴン・スピルバーグ            | 『ペンタゴン・ペーパーズ/最高機密文書』               |
| 2018 | アルフォンソ・キュアロン              | 『ROMA/ローマ』                                       |
| 2018 | デイミアン・チャゼル                  | 『ファースト・マン』                                  |
| 2018 | ブラッドリー・クーパー                | 『アリー/ スター誕生』                                |
| 2018 | ピーター・ファレリー                  | 『グリーンブック』                                    |
| 2018 | ヨルゴス・ランティモス                | 『女王陛下のお気に入り』                              |
| 2018 | スパイク・リー                        | 『ブラック・クランズマン』                            |
| 2018 | アダム・マッケイ                      | 『バイス』                                            |
| 2019 | ポン・ジュノ (タイ受賞)               | 『パラサイト 半地下の家族』                           |
| 2019 | サム・メンデス (タイ受賞)             | 『1917 命をかけた伝令』                               |
| 2019 | ノア・バームバック                    | 『マリッジ・ストーリー』                              |
| 2019 | グレタ・ガーウィグ                    | 『ストーリー・オブ・マイライフ/わたしの若草物語』     |
| 2019 | ジョシュ・サフディ&ベニー・サフディ   | 『アンカット・ダイヤモンド』                          |
| 2019 | マーティン・スコセッシ                | 『アイリッシュマン』                                  |
| 2019 | クエンティン・タランティーノ          | 『ワンス・アポン・ア・タイム・イン・ハリウッド』      |

### 2020年代
| 年   | 監督                                    | 作品                                                   |
| ---- | --------------------------------------- | ------------------------------------------------------ |
| 2020 | クロエ・ジャオ                          | 『ノマドランド』                                       |
| 2020 | リー・アイザック・チョン                | 『ミナリ』                                             |
| 2020 | エメラルド・フェネル                    | 『プロミシング・ヤング・ウーマン』                     |
| 2020 | デヴィッド・フィンチャー                | 『Mank/マンク』                                        |
| 2020 | レジーナ・キング                        | 『あの夜、マイアミで』                                 |
| 2020 | スパイク・リー                          | 『ザ・ファイブ・ブラッズ』                             |
| 2020 | アーロン・ソーキン                      | 『シカゴ7裁判』                                        |
| 2021 | ジェーン・カンピオン                    | 『パワー・オブ・ザ・ドッグ』                           |
| 2021 | ポール・トーマス・アンダーソン          | 『リコリス・ピザ』                                     |
| 2021 | ケネス・ブラナー                        | 『ベルファスト』                                       |
| 2021 | ギレルモ・デル・トロ                    | 『ナイトメア・アリー』                                 |
| 2021 | スティーヴン・スピルバーグ              | 『ウエスト・サイド・ストーリー』                       |
| 2021 | ドゥニ・ヴィルヌーヴ                    | 『DUNE/デューン 砂の惑星』                             |
| 2022 | ダニエル・クワン&ダニエル・シャイナート | 『エブリシング・エブリウェア・オール・アット・ワンス』 |
| 2022 | ジェームズ・キャメロン                  | 『アバター:ウェイ・オブ・ウォーター』                  |
| 2022 | デイミアン・チャゼル                    | 『バビロン』                                           |
| 2022 | トッド・フィールド                      | 『TAR/ター』                                           |
| 2022 | バズ・ラーマン                          | 『エルヴィス』                                         |
| 2022 | マーティン・マクドナー                  | 『イニシェリン島の精霊』                               |
| 2022 | サラ・ポーリー                          | 『ウーマン・トーキング 私たちの選択』                  |
| 2022 | ジーナ・プリンス＝バイスウッド          | 『ウーマン・キング 無敵の女戦士たち』                  |
| 2022 | S・S・ラージャマウリ                    | 『RRR』                                                |
| 2022 | スティーヴン・スピルバーグ              | 『フェイブルマンズ』                                   |
| 2023 | クリストファー・ノーラン                | 『オッペンハイマー』                                   |
| 2023 | ブラッドリー・クーパー                  | 『マエストロ: その音楽と愛と』                         |
| 2023 | グレタ・ガーウィグ                      | 『バービー』                                           |
| 2023 | ヨルゴス・ランティモス                  | 『哀れなるものたち』                                   |
| 2023 | アレクサンダー・ペイン                  | 『ホールドオーバーズ 置いてけぼりのホリディ』          |
| 2023 | マーティン・スコセッシ                  | 『キラーズ・オブ・ザ・フラワームーン』                 |
| 2024 | ジョン・M・チュウ                       | 『ウィキッド ふたりの魔女』                            |
| 2024 | ジャック・オーディアール                | 『エミリア・ペレス』                                   |
| 2024 | ショーン・ベイカー                      | 『ANORA アノーラ』                                     |
| 2024 | エドワード・ベルガー                    | 『教皇選挙』                                           |
| 2024 | ブラディ・コーベット                    | 『ブルータリスト』                                     |
| 2024 | ラメル・ロス                            | 『Nickel Boys』                                        |
| 2024 | ドゥニ・ヴィルヌーヴ                    | 『デューン 砂の惑星PART2』                             |

## 複数回候補者
| 2回 - キャスリン・ビグロー - ダニー・ボイル - ティム・バートン - イーサン・コーエン - ジョエル・コーエン - アルフォンソ・キュアロン - ポール・グリーングラス - トム・フーパー - アレハンドロ・ゴンサレス・イニャリトゥ - ピーター・ジャクソン - アン・リー - スパイク・リー - デヴィッド・O・ラッセル - クエンティン・タランティーノ - ドゥニ・ヴィルヌーヴ - ギレルモ・デル・トロ - マーティン・マクドナー - バズ・ラーマン - ヨルゴス・ランティモス - ブラッドリー・クーパー | 3回 - ロン・ハワード - ジェームズ・キャメロン - グレタ・ガーウィグ - デイミアン・チャゼル - アレクサンダー・ペイン 4回 - クリント・イーストウッド - デヴィッド・フィンチャー - クリストファー・ノーラン 7回 - マーティン・スコセッシ 9回 - スティーヴン・スピルバーグ |

## 複数回受賞者
2回
- アルフォンソ・キュアロン
- サム・メンデス
- マーティン・スコセッシ
- スティーヴン・スピルバーグ